# (560414) 2015 FQ345
(560414) 2015 FQ345 est un objet transneptunien évoluant dans la région du disque des objets épars, d'environ 160 km de diamètre.